# وانغ شياو (سياسي)
وانغ شياو (بالصينية: 王晓) هو سياسي صيني، ولد في 1968. حزبياً، نشط في الحزب الشيوعي الصيني.

## مناصب
- انتخب عضو دائم في اللجنة الوطنية للمؤتمر الاستشاري السياسي للشعب الصيني خلال فترته النيابية ‏.
- انتخب عضو اللجنة الدائمة للمجلس الوطني لنواب الشعب الصيني ‏ خلال فترته النيابية [الإنجليزية]‏.
- انتخب عضو مجلس الشعب الصيني  [لغات أخرى]‏ خلال فترته النيابية [الإنجليزية]‏.
- انتخب عضو في اللجنة الوطنية لجمهورية الصين الشعبية خلال فترته النيابية ‏.